# Milz (Römhild)
Milz ist ein Ortsteil der Stadt Römhild im Landkreis Hildburghausen in Thüringen (Deutschland).

## Geografie
Milz liegt im Südteil von Thüringen nahe der Grenze zum südlich angrenzenden Bayern. Es befindet sich südwestlich der Gleichberge am Fluss Milz, einem nordöstlichen Zufluss der Fränkischen Saale.

## Geschichte
Milz ist eine mehr als 1200 Jahre alte Gründung im Frankenreich zu Zeiten Karls des Großen: das Nonnenkloster Milize wird durch die Äbtissin Emhilt (auch: Emhild), einer Nichte Karls des Großen, die aus dem Grafengeschlecht der Hedene-Fürsten stammt, gegründet. Urkunden des 8. Jahrhunderts sind als Abschriften aus dem 12. Jahrhundert in der Abtei Fulda als sogenannter Codex Eberhardi aufbewahrt. Er enthält drei Urkunden, die das Kloster Milz betreffen. In einer in  Milz ausgestellten Urkunde vom 25. März 784 schenkt Äbtissin Emhilt der Kirche und den Nonnen ihres Klosters ihr väterliches und mütterliches Erbgut u. a. in Hellingen und Milz. Das bestätigt Graf Roggo und weitere 15 Zeugen. Milz war zugleich Königsgut und auf dem Großen Gleichberg befand sich ein zugehöriges Kastell, die Altenburg. Dieses adlige Eigenkloster hatte in Hessen und Ostfranken reichen Besitz, der von Coburg in Bayern bis Meschede in Westfalen reichte. In der näheren Umgebung werden als Besitztümer des Klosters folgende Orte genannt: Eyershausen, Irmelshausen, Hellingen, Höchheim, Obereßfeld, Ottelmannshausen, Seidingstadt, Seßlach, Streufdorf, Milz und Untereßfeld.
26 Jahre später wird mit einer weiteren Urkunde, datiert  vom 3. Februar 799 (oder 800) bestätigt, dass  Äbtissin Emhilt und 22 namentlich genannte Nonnen das Kloster Milz und dessen Besitz sowie die Ausstattung der Kirche dem Kloster Fulda schenken. Milz heißt darin vicus publicus et villa, was fiskalisches Gut und Dorf bedeutet. Damit wird Kloster Milz von einem adeligen Eigenkloster in ein Nebenkloster des Klosters Fulda verwandelt.
Mit einer dritten Urkunde ohne genaues Datum (799 oder 800) bestätigt Karl der Große diese Schenkung seiner Blutsverwandten Emhilt. Die letztere Urkunde wird von manchen Historikern als Fälschung angesehen. Im Februar 800 soll Karl der Große seine Nichte Emhilt in Milz besucht haben.
805 wurde das Kloster von Slawen zerstört und nicht wieder aufgebaut. 907 erhielt die Abtei Fulda auch den unter königlicher Gewalt stehenden Besitz in Milz. Der reiche ehemalige Güterbesitz des Klosters kam 1290 an den Grafen von Henneberg-Hartenberg.
Im 17. und 18. Jahrhundert blühte Milz durch Gerberei und durch die günstige Lage an der belebten Nürnberger Straße auf und erhielt das Recht auf Jahrmärkte und eine eigene Poststelle. Die veränderten Verkehrsverhältnisse beeinträchtigten diese Entwicklung, die Poststelle kam 1776 nach Römhild.
Bis 1838 gab es ein Rittergut, 1514 wird es genannt. Es heißt, dessen Gebäude entstanden auf den Resten des ehemaligen Klosters Milz.

## Maria-Magdalena-Kirche

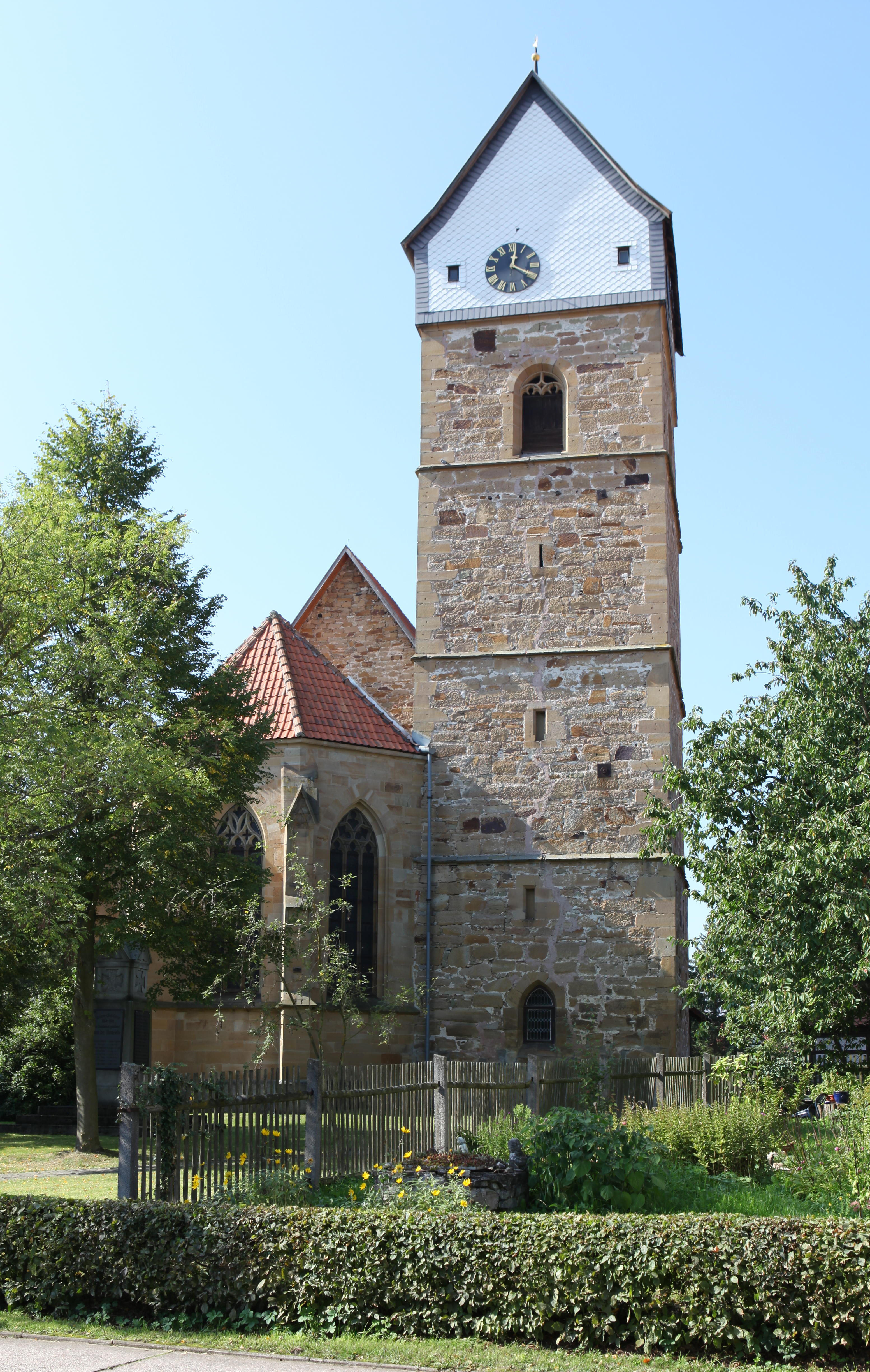
Evangelisch-lutherische Kirche St. Maria Magdalena

Die Maria-Magdalena-Kirche ist 1520 von den Brüdern Hans und Valentin Schwarz erbaut worden. Reparaturen gab es 1748 und 1845 hat man den Chor im neugotischen Stil umgebaut. 1852 hat man das Innere der Kirche dazu passend erneuert.
Über der Sakristei erhebt sich ein als Wehrkirchturm gebauter Kirchturm, der von einem Satteldach gekrönt ist. Anfang des 20. Jahrhunderts war das erste das Kirchendach überragende Geschoss an drei Seiten in Fachwerkbauweise ausgeführt, die Westseite aus Steinmauerwerk. Der östliche Giebel des Dachgeschosses zeigte ebenfalls Fachwerk. Das Fachwerk ist später durch Mauerwerk ersetzt worden.
Als Gründer der Eigenkirche Milz gilt der in Würzburg residierende fränkische Herzog Heden (bis ca. 717), der über Mainfranken, Thüringen und das östliche Hessen herrschte. Die erste Milzer Kirche stammt also  aus der vorbonifatianischen Zeit.  Damit ist die Vorgängerkirche der Magdalena-Kirche, so lässt sich aus den zahlreichen  Fuldaer Urkunden erschließen, eine der frühesten belegbaren Kirchenbauten Mitteldeutschlands. Die barocke Vorgängerorgel stammt vermutlich aus 1754 vom Orgelbauer Niclaus Serber. 1988–1989 fand eine Teilrestaurierung der Orgel unter der Verwendung der noch vorhandenen originalen Teile durch Orgelbau Schönefeld aus Stadtilm statt.
Die Teilrestaurierung fand in Abstimmung mit den damaligen Orgelsachverständigen der Landeskirche und den staatlichen Behörden der DDR statt. Die Arbeiten wurden mit den zu dieser Zeit möglichen Mitteln und Materialien durchgeführt. Eine besondere Schwierigkeit bestand darin, dass der Ort im Grenzgebiet der DDR lag und nur mit Sondergenehmigung erreichbar war.
Die Kirche hat drei Glocken mit den Tönen f’ – a’ – c”.

## Wehrkirchhof
Der Kirchhof wurde Anfang des 16. Jahrhunderts befestigt, eine starke Mauer mit Schießscharten umschloss den gesamten Kirchhof, davor lag noch ein wassergefüllter Graben. An der Westseite überquerte eine hölzerne gedeckte Brücke den Graben, ein Rundbogentor verschloss die Mauer. An der Innenseite der Mauer wurden Gaden angefügt, von denen 1850 noch die Hälfte vorhanden war. Teile der Kirchenbefestigung sind erhalten.

## Milz heute
Bis in die heutige Zeit ist das Dorf von der vorherrschenden Landwirtschaft (Ackerbau und Viehhaltung) geprägt. Davon zeugen heute noch die als Gürtel des ehemaligen Wehrdorfes um den alten Ortskern errichteten Scheunengebäude. Die Zufahrt erfolgte dann früher nur über drei Tore (Obertor – heute noch das Torhaus erhalten, Speckentor und Untertor). Zudem siedelten in der Gemeinde Milz einige Handwerker. So waren trotz der Nähe zur Stadt Römhild bis Ende des 19. Jahrhunderts Bäcker, Brauer, Fischer, Korbflechter, Metzger, Müller, Schmiede, Schneider, Schreiner und Stellmacher ansässig. Zudem verfügte das Dorf über ein Gasthaus mit Tanzboden und Fremdenzimmern, einem Backhaus und einer kleinen Brauerei, die von allen beteiligten Bauern bis in die 1970er Jahre zum Bierbrauen genutzt wurde.
Am 31. Dezember 2012 schloss sich die Gemeinde Milz mit der Stadt Römhild und weiteren bis dahin selbstständigen Gemeinden zur neuen Stadt Römhild zusammen.
Zur Gemeinde Milz gehörte der Ortsteil Hindfeld.

## Kultur und Sehenswürdigkeiten

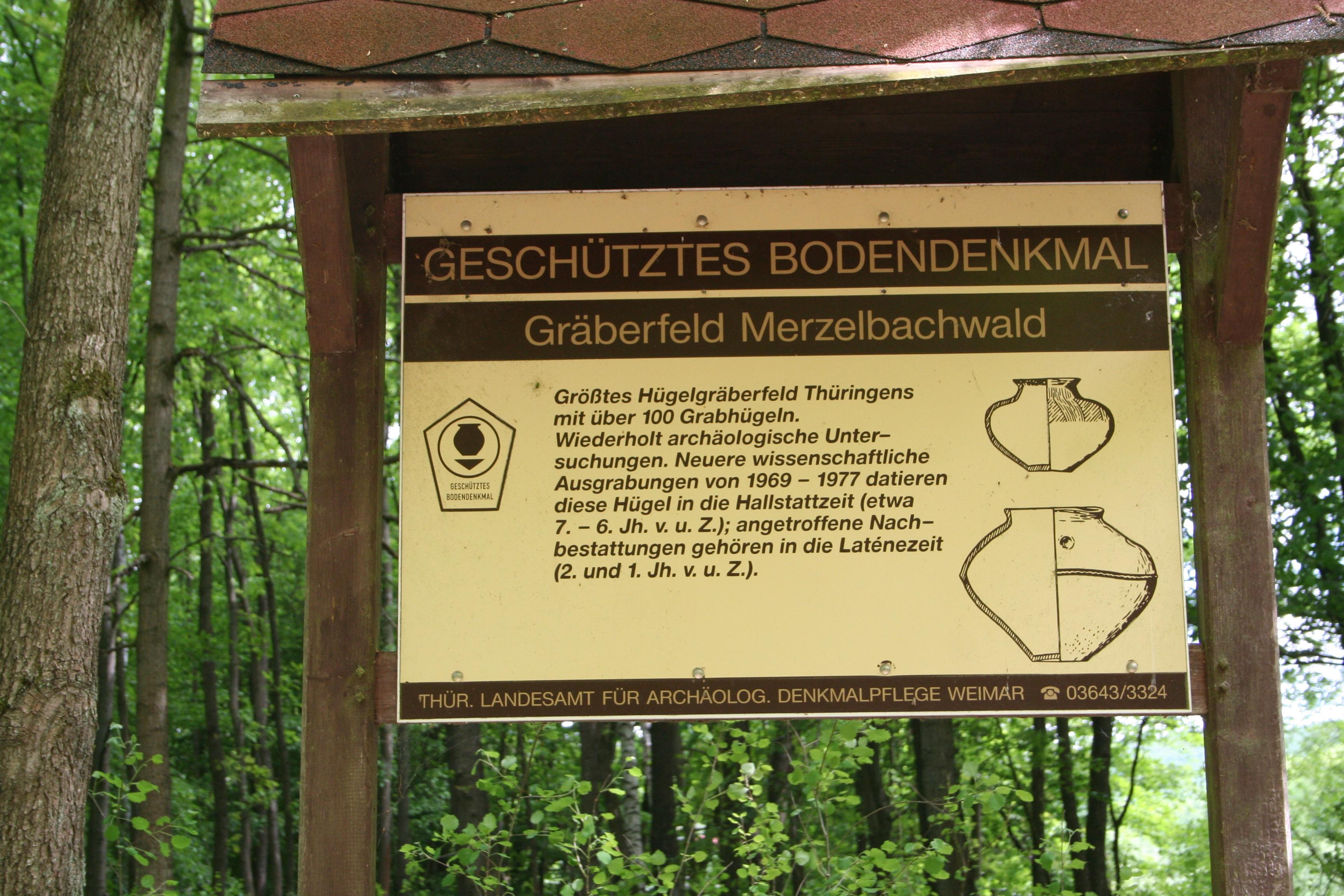
Schild Gräberfeld Merzelbachwald

Zu den größten Hügelgräberfeldern Deutschlands zählt die Ausgrabungsstätte im Merzelbachwald bei Milz. Die zeitliche Einordnung liegt noch vor der Besiedlung  auf der Steinsburg. Die Funde weisen auf die Bedeutung des Gräberfeldes hin, denn es erfolgten noch Nachbestattungen.

### Bauwerke

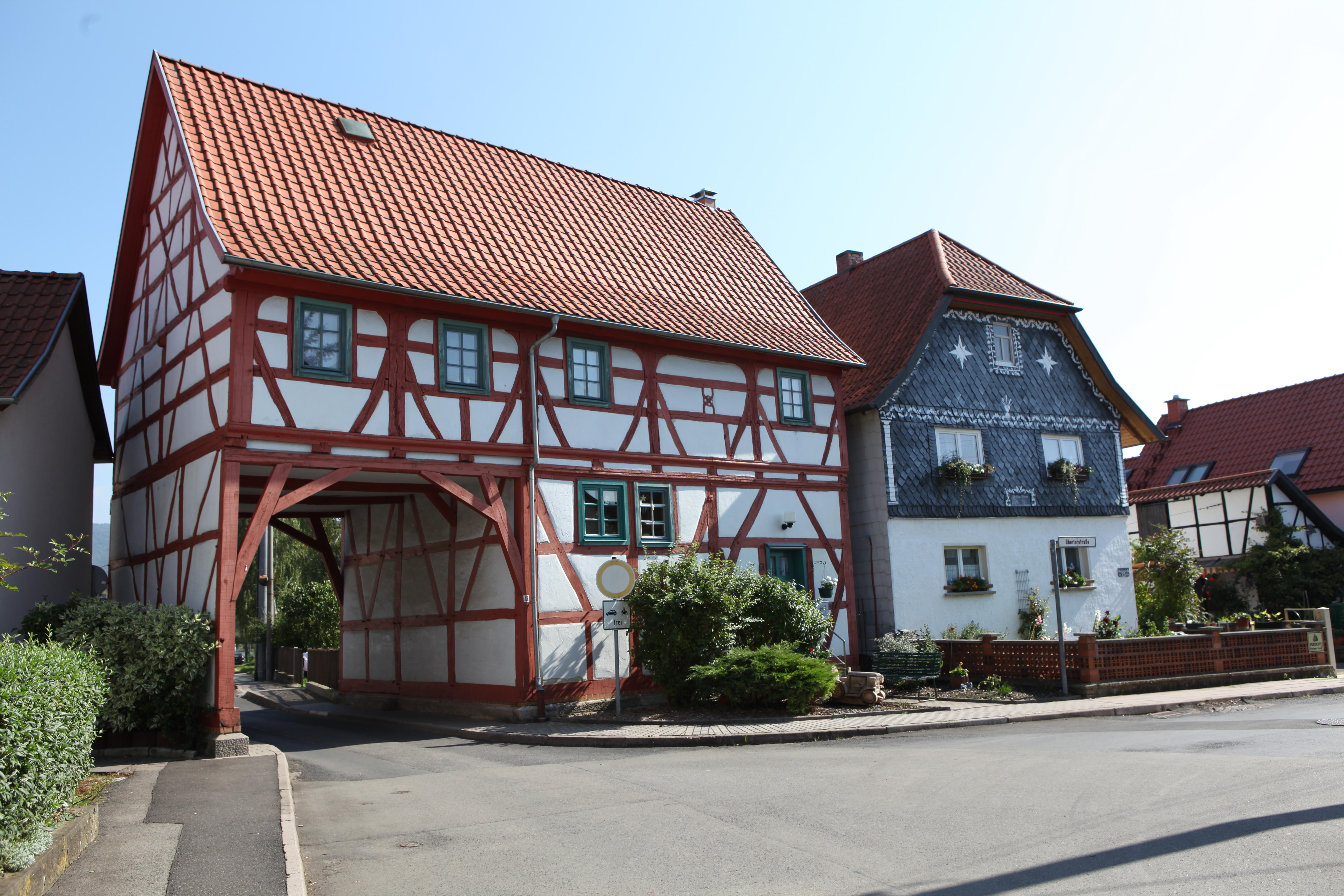
Torhaus

- Kirche St. Maria Magdalena
- Torhaus (Obertorstraße)
- Alte Post (Alte Poststraße)